# 2018年大阪地震
2018年大阪地震（日语：／ Ōsakafu hokubu jishin */?），是2018年6月18日发生于日本大阪府北部高槻市的一场地震，震中位于北纬34.83度，东经135.61度，震级为Mj 6.1级，震源深度约13千米。
日本气象厅指出，本次地震是一场逆冲型地震。在此次地震中，大阪府、京都府、滋贺县、兵库县、奈良县有明显震感。日本气象厅在大阪府北部观测到最大震度6弱。這次地震造成震区6人死亡、443人受伤，数万处民宅停水停电。据日本广播协会报道，本次地震是大阪府自1923年以来观测到烈度最大的地震。

## 地质背景
日本列岛地处欧亚大陆板块、北美洲板块、太平洋板块和菲律宾板块四个板块的交界处，是环太平洋火山地震带的重要一环。太平洋板块、北美洲板块和欧亚大陆板块、菲律宾板块在这一区域挤压碰撞，使得日本列岛逐渐从海底突起，遂促使日本附近地区火山地震等自然灾害频繁发生。
本次地震所发生的大阪府是日本地震多发地区。日本文部科学省地震调查研究推进本部的调查指，大阪府境内有数条活跃地震带，包括分布在该府中部的六甲-淡路島断层带、有馬-高槻断层带、大阪湾断层带、上町断层带，大阪东部的三峠斷層、生駒断层，以及位于在府境南部的中央构造线断层带。历史地震研究表明，震中附近地区曾在1596年、1579年、1916年、1995年发生过灾害性地震。其中，1596年庆长伏见地震是该区域有史以来规模最大的地震，该次7.5级地震造成至少一千人死亡，且导致天龍寺、東寺等古建筑倒塌。而1995年震级7.3级的阪神大地震则造成至多6,434人死亡，并造成了数十万座房屋损坏。
近一个世纪以来，大阪附近地域共发生过5次6级以上的地震。日本气象厅指出，震源附近的有马-高槻断层带属于地震调查研究推进本部认定的断层活动活跃区。

## 震害情况

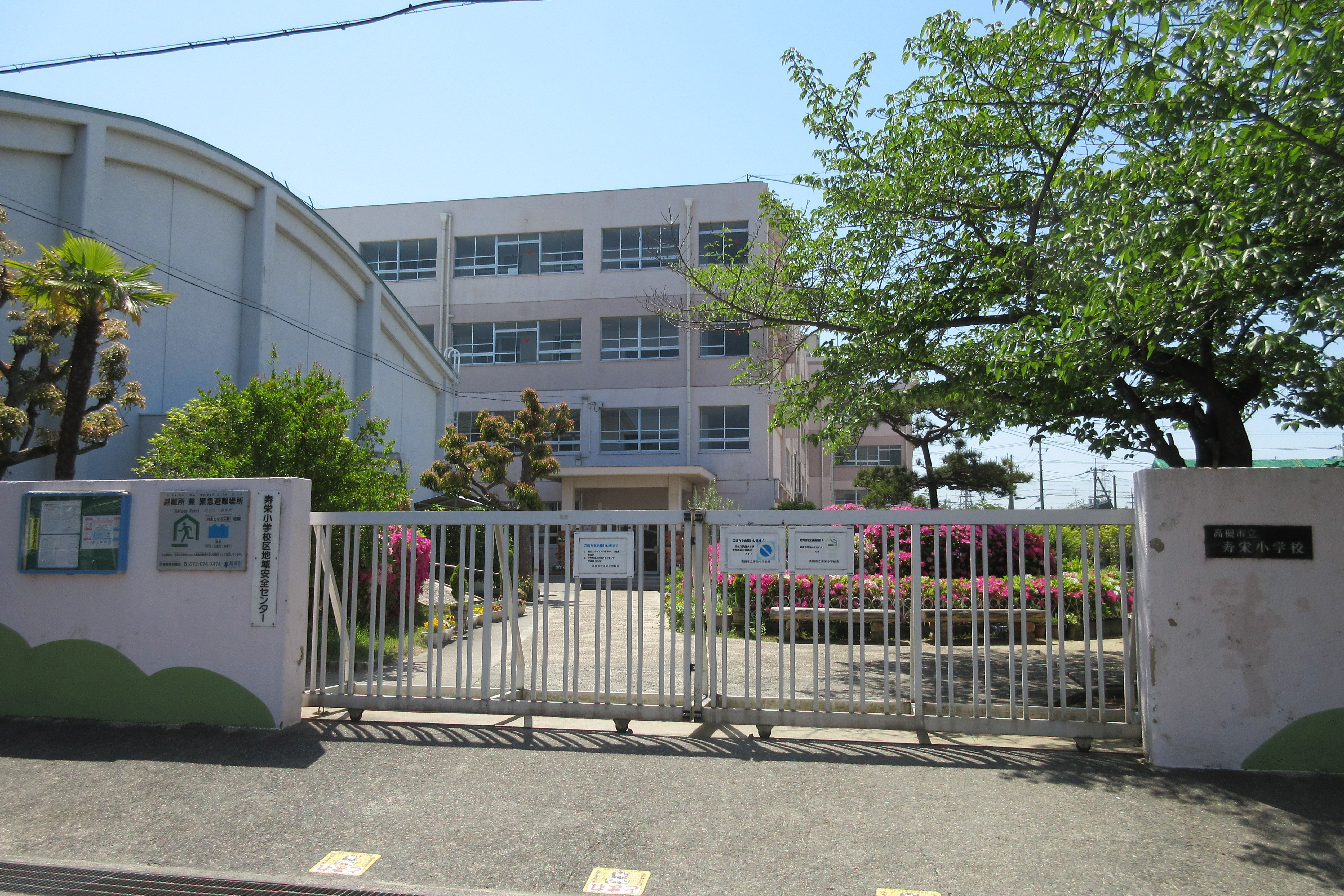
地震时发生游泳池围墙倒塌事故的高槻市立寿荣小学。

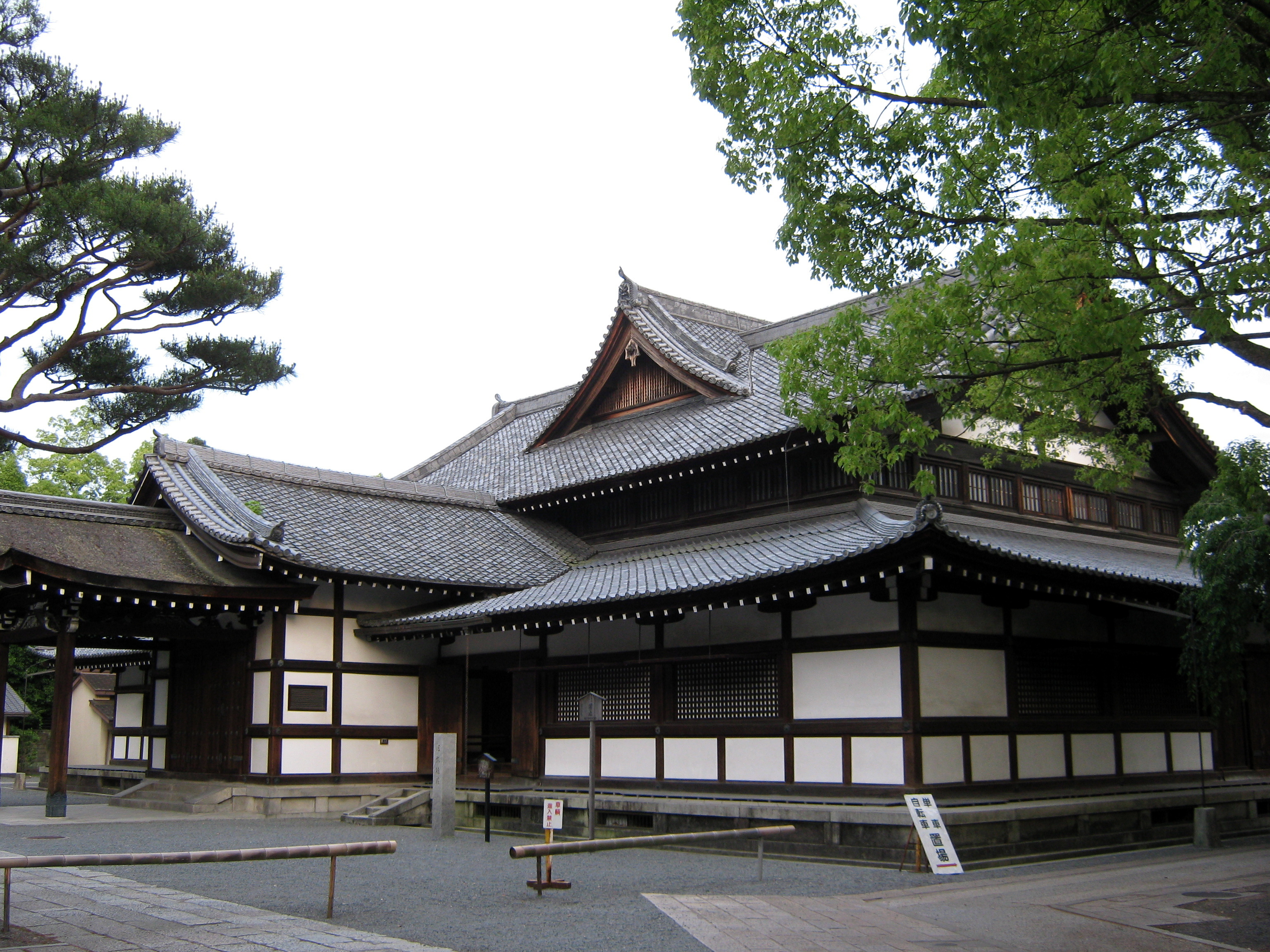
位于京都市的旧武德殿，该幢古建受到地震影响，外墙出现裂缝。

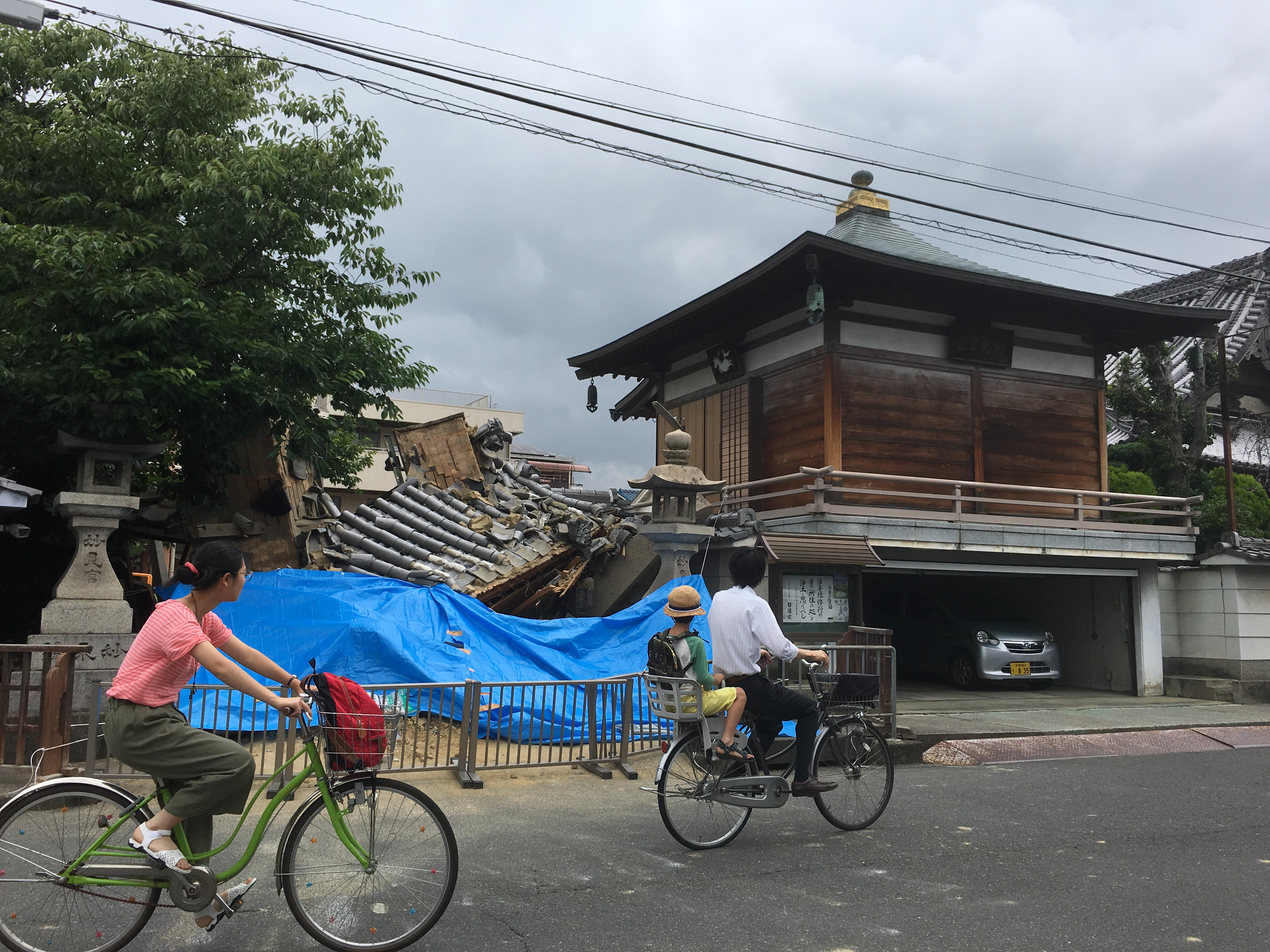
大阪府茨木市净教寺寺门在地震中垮塌。

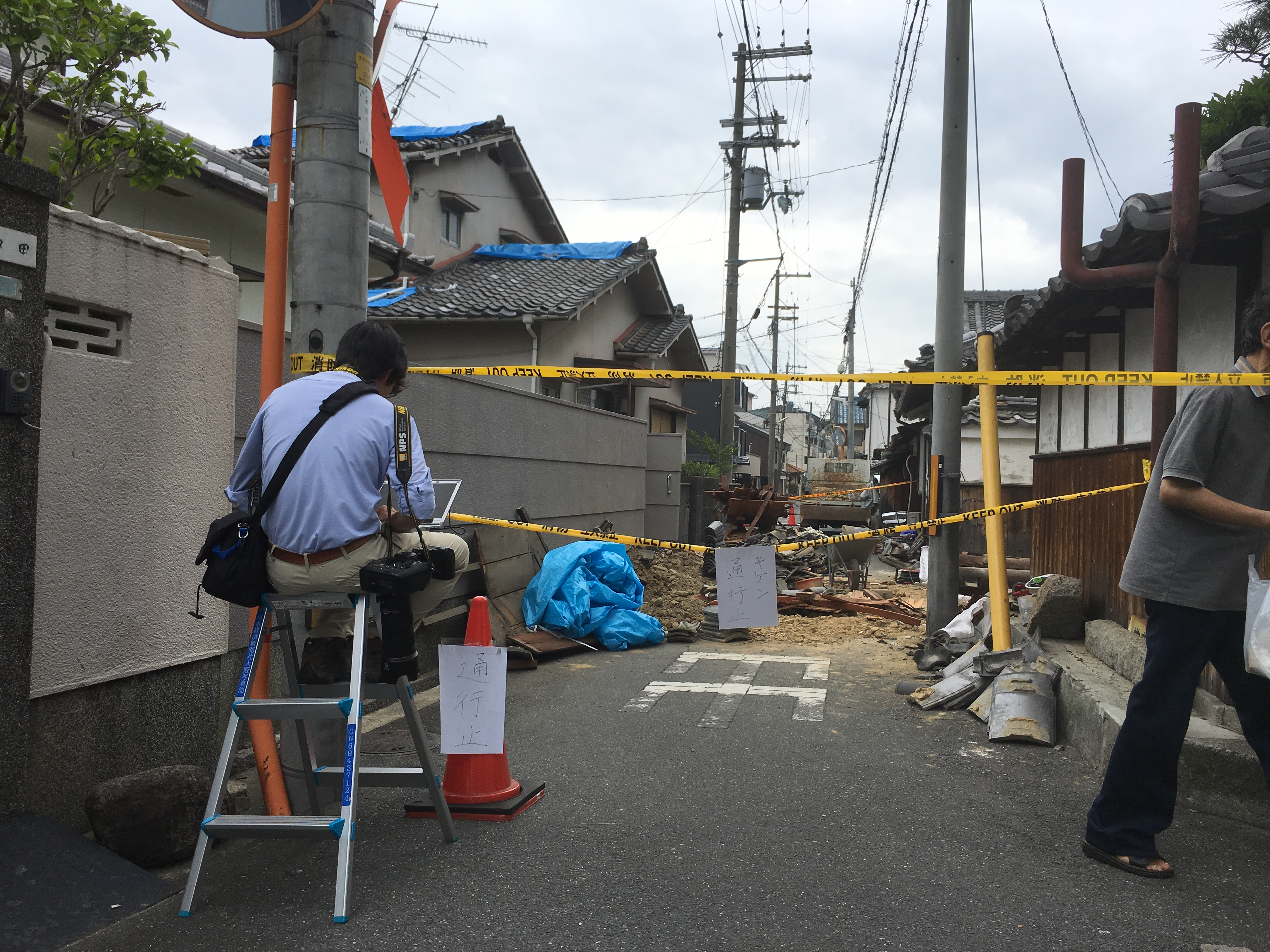
大阪府茨木市一处街道因灾受损，交通中断。

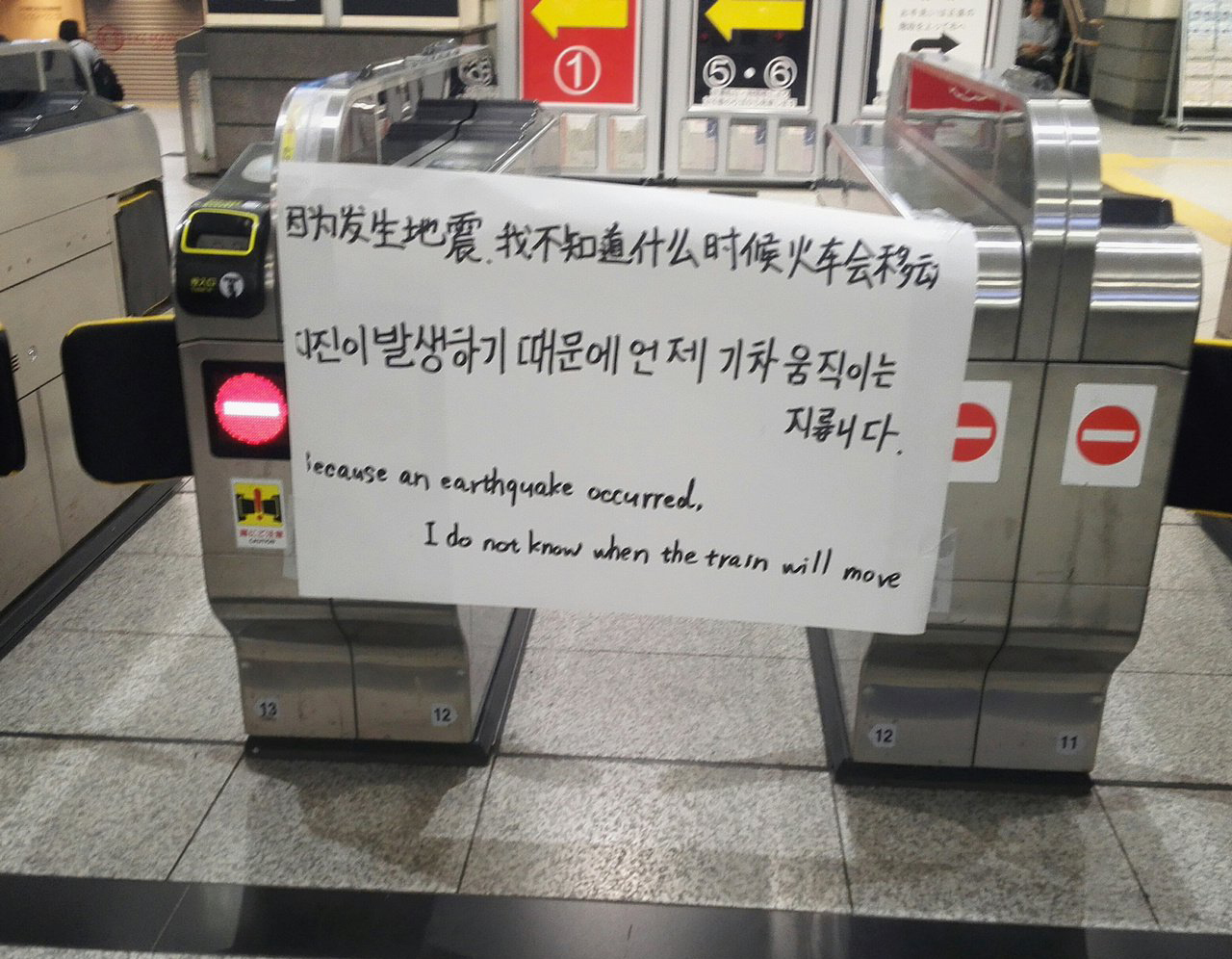
JR大阪站内的列车服务暂停公告。

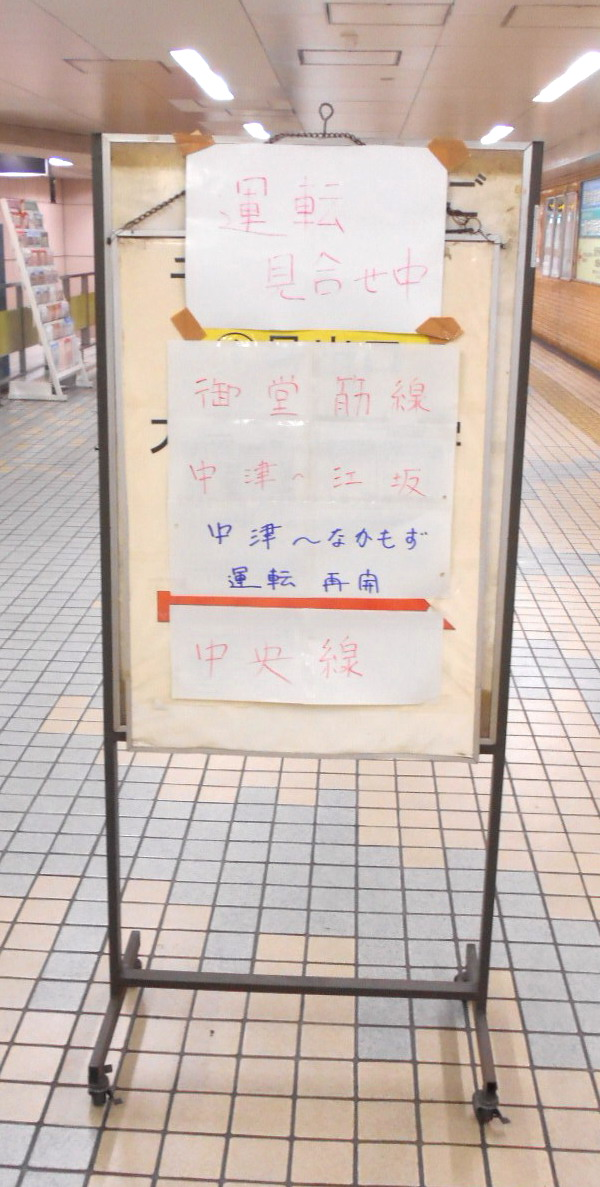
大阪市高速电气轨道车站内关于御堂筋线、中央线和北大阪急行电铁暂停运行的公告。

这场地震发生在日本标准时间2018年6月18日7时58分34秒，震源地属于人群密集的城市中心地区，震中附近的大阪府大阪市在2017年人口调查时有约270.97万名居民。地震发生时是当地的清晨时间，日本紧急地震速报系统在发震后3.2秒即检知到了该次地震的地震波，旋即触发了地震动警报阈值。日本气象厅于7时58分41秒向京都府、大阪府、滋贺县、兵库县、福井县、三重县、奈良县、和歌山县、香川县发布了紧急地震速报（警报），警告当地民众慎防强烈震动。整个日本关西地区皆有显著震感。大阪市的一位居民感知到了约5至8秒的剧烈摇晃。而日本广播协会大阪放送局则指，这次地震摇晃时间长达30秒，人们无法站立，桌上的部分物品掉落在地上。大阪枚方市政府一位45岁的职员表示，地震发生时他正在值班，且在大楼一层感受到强烈的横摇。发自奈良县的震感报告表示，地震时当地电线摇曳、窗户晃动，水族馆内亦有缸水溢出。日本气象厅其后证实是次地震不会引发海啸，并表示其后一周还有可能发生同级别的地震，呼吁民众注意安全。气象厅同时呼吁民众注意人身安全，避免前往危险场所，警惕房屋倒塌及自然灾害的风险。
地震共造成关西地区2府4县共计6人死亡、443人受伤，其中28人重伤。高槻市立寿荣小学4年级学生三宅璃奈在上学途中被倒塌的泳池围墙砸中，不幸遇难。家住大阪东淀川区的80岁老人安井实被倒塌围墙埋压，送医不治。大阪茨木市的85岁男子后藤孟史在公寓内被倾倒的书架击中，当场罹难。而同在高槻市的66岁男性楠本法宽则因被散乱的杂物压倒，继而离世。

### 建筑古迹
大阪府灾害对策本部表示，大阪市内多处建筑出现外墙坍塌、瓦片零落、水管破裂现象。关西地区2府2县有8024栋建筑受损，其中大阪府7467栋，京都府552栋，奈良县3栋，兵库县2栋。枚方市福井市民体育馆墙壁上有多处裂缝。 伊丹市、奈良市、丰中市、茨木市的政府大楼受到地震毁损。大阪高槻市一座民宅震后发生火灾，东淀川区和西淀川区的2幢住宅也有火警传出。
根据日本文部科学省的调查，在此次地震中，公立学校相关设施受损共有414处，加上文部科学省相关设施则达529处。吹田市的46所学校有混凝土块掉落和玻璃破碎的报告。枚方市府立牧野高中体育馆的天花板坠落，造成2人受伤。
高槻市多处道路塌陷、水管爆裂，道路积水严重。高槻市松下照明设备厂的天花板滑落，致使29人受伤，工厂暂时停工。丰田汽车旗下的大发汽车公司以及本田技研工业、三菱汽车位于大阪的工厂业已停产。位于吹田市的日本厚生劳动省国立心脏病研究中心震后电力供应中断，部分住院病人受伤，该中心其后宣布暂停一般医疗服务。京都府京田边市部分河段堤防出现裂缝，当地政府旋即派员对受损堤坝加以修补。大阪府丰中市一处三层建筑临街外墙因灾崩落，国道176号因而实施单向交通管制。京都向日町凱林赛运动场观众席座椅受损。尼崎赛艇场场内的给排水设施因灾受损，出现漏水情况。
震区多处文物保护单位受到地震影响。京都府大山崎妙喜庵茶室、待庵的外壁出现裂缝。被定为国家重要文化財的正殿书院走廊发现有掉落的木制栅栏。国家重要文化財听竹居出现外墙土层剥落情况。世界文化遗产平等院凤凰堂部分墙体出现裂缝。大阪府名胜养林庵书院的灯笼倒落。位于京都左京区的国家重要文化財旧武德殿的外壁上亦有多处裂痕。奈良县教育委员会指出，药师寺东院堂内的墙壁出现了约30厘米的裂缝。奈良县东大寺四天王立像多闻天像的木质装饰在地震中掉落。京都府八幡市的石清水八幡宫之内的参道上有41个石灯倾倒。国家重要文化財达磨寺内 “达磨寺中兴记石”上的装饰物坠落，当局前赴调查其受损具体情况。位于吹田市的国立民族学博物馆受地震影响闭馆，工作人员对展品进行清点整理。大阪日本民艺馆部分展品和设施受损，大阪世界博览会纪念公园部分设施亦受到损坏。

### 能源通信
地震导致关西地区大范围停电，大阪府和兵库县共有17万户停电。停电致使附近地区数万台电梯停止运行，其中163台电梯有人员受困。 日本原子能规制厅表示，震区核设施未有新的异常，京都大学和近畿大学的研究堆没有异常，加工核电站燃料的原子燃料工业熊取事业所也未受到影响。关西电力公司表示，正在运行的福井县大饭核电站3、4号机组和高滨核电站3号机组均无异常。日本电信电话大阪方向通话受到影响， NTT DOCOMO、KDDI等移动通信运营商也有21座基站受损。
大阪、京都、兵库三县共23个市町遭遇断水漏水现象。高槻市、箕面市、茨木市、枚方市的供水管网受到地震影响。茨木市与枚方市分别有180件和250件自来水浑浊和水管破裂的报告，多条道路被自来水漫灌阻断。枚方市樱木町住宅街附近出现山体滑坡和自来水水管爆裂的情况，附近居民紧急转移安置。
大阪瓦斯公司表示，大阪全府约11万户居民煤气供应中断，其中茨木市6万4000户、高槻市4万6000户断气。

### 陆空交通
关西地区多处交通线受到地震损毁，区域交通受到影响。航空方面，关西国际机场和大阪国际机场亦临时关闭，机场工作人员在检查跑道的受损情况后恢复机场运转。受地震影响，大阪国际机场合计82架次航班取消，关西国际机场13架次班机延误。
公路交通方面，阪神高速公路全线临时关闭，兵库县内高速公路在暂时关闭后改以全线限速通行。西日本高速公路管内的名神高速公路部分路段限行。
铁路客运方面，大阪的城际铁路和地铁线路陷入瘫痪。大型民营铁路公司阪急电铁、南海電氣鐵道、阪神電氣鐵道、京阪電氣鐵道全线关闭，近畿日本鐵道和大阪市高速电气轨道的部分线路中断。西日本旅客铁道和东海旅客铁道表示， 山阳新干线新大阪至冈山区间，东海道新干线东京至小田原、名古屋至新大阪区间以及大阪府、京都府、滋贺县、兵库县、奈良县境内全部重型铁路停运，山阳新干线新大阪站西侧铁路桥的混凝土部分剥落。据统计，仅西日本旅客铁道管内即有22条线路停运，150多班列车被扣停，14万人被困车内，站内外受影响到的人数共达240万。
货运物流方面，日本货物铁道称，该公司的铁路货运服务受到影响。原预定在东海道本线、山阳本线、北陆本线、湖西线上行驶的超过100列货运列车停运。日本货物铁道管内的大阪府吹田市至摄津市货运专线因输电线路故障而被阻断，多对货运列车延误。日本邮政、佐川急便、日本通运等物流公司表示，近畿地区的快递送达恐受迟滞。

## 观测研究

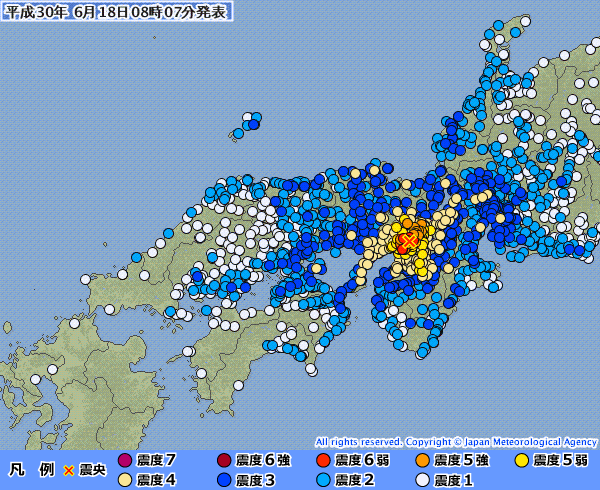
日本气象厅发布的2018年大阪地震烈度分布图。

日本气象厅于震后发表的震源震度关联消息推定震级为日本气象厅地震规模5.9级，震源深度10千米。日本气象厅在大阪府大阪市北区、高槻市、枚方市、茨木市、箕面市观测到最大烈度为日本气象厅震度等级6弱，在大阪市都島区、东淀川区、旭区、淀川区及豐中市、吹田市、寢屋川市、攝津市、交野市、島本町观测到震度5强，并在大阪府、京都府、滋贺县、兵库县、奈良县、福井县、岐阜县、爱知县、三重县、香川县的广大地区观测到震度5弱和震度4。气象厅其后测定本次地震的震级为日本气象厅震级6.1级，矩震级5.6级，震源深度13千米。与此同时，气象厅还在大阪府北部、兵库县东南部、奈良县监测到长周期地震动等级2，滋贺县、京都府南部、大阪府南部、鸟取县西部和德岛县北部监测到长周期地震动等级1。日本防灾科学技术研究所的监测台网中共有542个强震计记录到了这场地震的波幅，该所设在大阪府高槻市的K-NET高槻（OSK002）台站观测到806伽的三方向合成峰值加速度。
东京大学地震研究所准教授加藤爱太郎结合气象厅观测点和东大临时观测点获得的数据，详细分析了本次地震的震源机制，认定此次地震的系由震源北侧和西南侧的断层引致的。
日本地震调查委员会称，没有证据说明本次地震与震源周边活断层的活动有关，也无法确证震源周边的活断层处于易引发地震的状态。
美国地质调查局最初测定本次地震的规模为矩震级5.3级，体波震级为5.9级，震源深度为15.4千米，最大烈度则为麥加利地震烈度8(VIII)度。该局其后将矩震级修正为5.5级。美国地质调查局就本次地震进行的互联网地震强度调查接到了最大烈度达麦加利地震烈度8（VIII）度的震感感知报告。亥姆霍兹德国地球科学研究中心GEOFON地震台网推定指，此次地震规模为矩震级5.6级，震源深度10千米。另据欧洲和地中海地震中心测定，本次地震规模为矩震级5.6级，震源深度30千米，震中附近最大烈度为欧洲宏观地震度量4（IV）度。俄罗斯科学院地球物理研究所的58个地震台站记录到了这场地震，据俄科学院推算称，本次地震的规模达体波震级5.9级、面波震级5.7级，震源深度10千米，最大烈度达梅德韦杰夫·施蓬霍伊尔·卡尔尼克地震烈度表8（VIII）度。

## 震后响应

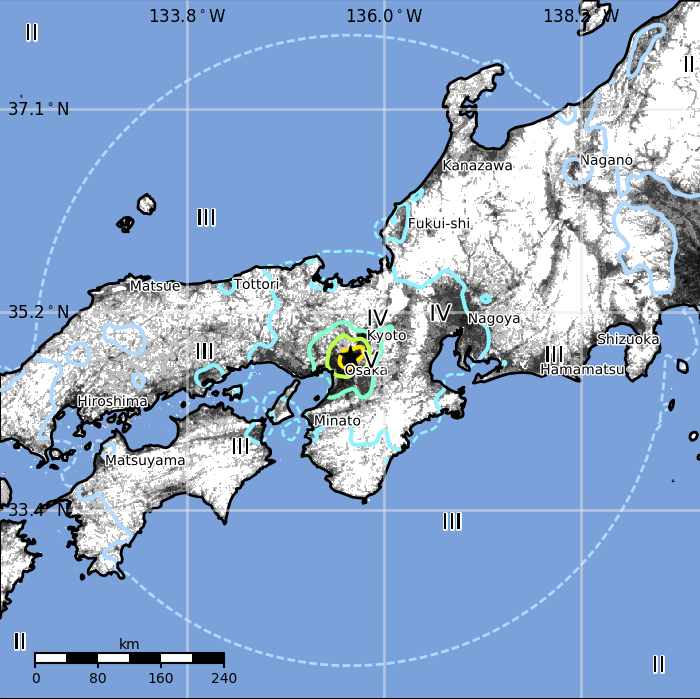
美国地质调查局发布的2018年大阪地震等震线图。该局同时将是次地震的全球地震响应快速评估系统经济损失警报级别提升至橙色，人员伤亡警报则定为黄色。

日本政府震后在總理大臣官邸危机管理中心设立情报联络室，国土交通省亦设置了灾害对策本部，以收集有关此次地震的信息。日本首相安倍晋三表示，政府将遵从“生命第一”的基本方针全力应对问题，在迅速掌握具体受灾情况的基础上全力救助受灾民众。内阁官房长官菅义伟在总理大臣官邸举行的紧急记者会中说，地震发生5分钟后，内阁总理大臣安倍晋三就向总理官邸发出了紧急指示，要求迅速搜集灾区灾情，并联络自卫队做好救灾准备。要关注有无海啸发生的情况。
日本防卫省应大阪府知事请求，派出陆上自卫队第3师团下辖的伊丹驻屯地第36普通科联队、千僧驻屯地第3后方支援联队给水车辆协助震区供水。此外，防卫省亦派出陆上自卫队中部方面航空队飞机3架次，海上自卫队飞机4架次，航空自卫队战机4架次飞抵灾区上空收集相关信息。
警察厅警备局震后成立了灾害对策本部，大阪府、京都府和相邻各县警察派出航空队实施情報收集工作。警察厅通过中部管区警察局和近畿管区警察局要求各县警察的区域紧急援助队保持待命状态。总务省消防厅应地方政府请求向大阪府调集了紧急消防援助队京都府大队、兵库县大队前往支援。国土交通省关东地方整备局也向震区派出了由22人组成的紧急灾害对策派遣队，开展地震现场工作，调查地震震害情况。大阪府、京都府、三重县震后设置了灾害对策本部，滋贺县、兵库县、奈良县设立了灾害警戒本部。截至6月18日20时，大阪地方政府开设了391座避难所，共计797人自行前往避难所避难。
日本文部科学大臣林芳正在6月19日的记者会中指出，文部科学省已经发出文件要求对全国中小学的围墙进行紧急调查。日本文部科学省为掌握校园危墙受害状况，亦派遣专家和职员奔赴震灾现场，以对围墙倒塌的原因进行调查。当地教育部门指，震区公立中小学校震后已全部停课。据统计，近畿地区共有1552所学校停课，其中大阪有1012所学校停课，京都府有321所、兵库县有109所、奈良县有102所、和歌山县有6所、滋贺县有2所。

## 后续影响
高槻市市长滨田刚史对该市女童罹难表示遗憾，并表示，“鉴于今后发生余震的可能性，我市会尽快完成对所有中小学校的检查和确认工作，会尽快做出安全对策。”内阁官房长官菅义伟亦表示，当局已要求有关部门调查中小学校周边道路围墙的安全性情况。高槻市城市创造部长梅本定雄表示，当局会以优先顺序对此作出应对，努力确保孩子的安全。
据报，寿荣小学倒塌的围墙系学校游泳池外墙，墙面原高1.9米，其上加装铁丝网。但校方后来为了防止外部视线，拆除铁丝网又加盖了1.6米，而这1.6米仅是是简单用砖块垒起建成，并未采取防震设计。高槻市教育委员会事后承认，倒塌的围墙属违章建筑，其高度为3.5米，超过了日本《建筑基准法》所规定的最高2.2米。其后，根据国土交通省紧急灾害对策派遣队对大阪高槻市31所小中学校86处校园围墙的调查显示，该市被判定为“安全”等级的校园围墙仅有11处。
日本损失保险协会表示，截至6月25日，各家损失保险公司已收到至少54212件保险赔付申请。其中，大阪府的赔付申请数最多，达46295件。而京都府、兵库县、奈良县和滋贺县则分别有3944件、2901件、742件和169件。
正在参加2018年国际足联世界杯的日本国家足球队主教练西野朗在赛前记者会上表示，“昨天在大阪发生了大地震，我们的一些球员感到震惊。他们很担心自己的亲友们。他们的心理状态不是很好，这让我很担心，但我们正在努力。”西野朗同时指，一些球员没有得到足够的睡眠，可能影响比赛。